# جون إميل أوغسطين
جون إميل أوغسطين (بالإنجليزية: John Emil Augustine)‏ (12 مارس 1975، منيابولس في الولايات المتحدة)؛ مغن مؤلف، ملحن وروائي أمريكي.